# پلیموث (کارولینای شمالی)
پلیموث (به انگلیسی: Plymouth) شهری در ایالت کارولینای شمالی کشور ایالات متحده آمریکا است که جمعیت آن در سرشماری سال ۲۰۱۰ میلادی، ۳٬۸۷۸ نفر بوده‌است.